# Calciatore sudamericano dell'anno 1987
Il premio di calciatore sudamericano dell'anno per il 1987 fu assegnato a Carlos Valderrama, calciatore colombiano del Deportivo Cali.

## Classifica
| Pos. | Calciatore        | Naz.      | Punti | Club           |
| ---- | ----------------- | --------- | ----- | -------------- |
| 1.   | Carlos Valderrama | Colombia  | 56    | Deportivo Cali |
| 2.   | Obdulio Trasante  | Uruguay   | 27    | Peñarol        |
| 3.   | José Perdomo      | Uruguay   | 25    | Peñarol        |
| 4.   | Alfonso Domínguez | Uruguay   | 23    | Peñarol        |
| 4.   | Antonio Alzamendi | Uruguay   | 23    | River Plate    |
| 6.   | Josimar           | Brasile   | 18    | Flamengo       |
| 7.   | Nelson Gutiérrez  | Uruguay   | 17    | River Plate    |
| 8.   | Diego Aguirre     | Uruguay   | 15    | Peñarol        |
| 9.   | Rubén Paz         | Uruguay   | 10    | Racing Club    |
| 10.  | Ricardo Giusti    | Argentina | 9     | Independiente  |
| 10.  | Eduardo Pereira   | Uruguay   | 9     | Peñarol        |